# Stemmops victoria
Stemmops victoria är en spindelart som beskrevs av Levi 1955. Stemmops victoria ingår i släktet Stemmops och familjen klotspindlar. Inga underarter finns listade i Catalogue of Life.